# Cebuano
 (avril 2019).
Si vous disposez d'ouvrages ou d'articles de référence ou si vous connaissez des sites web de qualité traitant du thème abordé ici, merci de compléter l'article en donnant les références utiles à sa vérifiabilité et en les liant à la section « Notes et références ».
Le cebuano, cébouano ou visayan (endonyme : binisaya) est une des langues bisayas parlées dans la province de Cebu et d'autres provinces aux Philippines. Il appartient au sous-groupe dit « bisayan » dans le rameau des langues philippines de la branche malayo-polynésienne des langues austronésiennes, avec le hiligaïnon et le tausug et compte près de 45 millions de locuteurs.
Son nom vient du nom de l’île philippine de Cebu, auquel est ajouté le suffixe espagnol -ano qui signifie « provenant de ».

## Distribution géographique

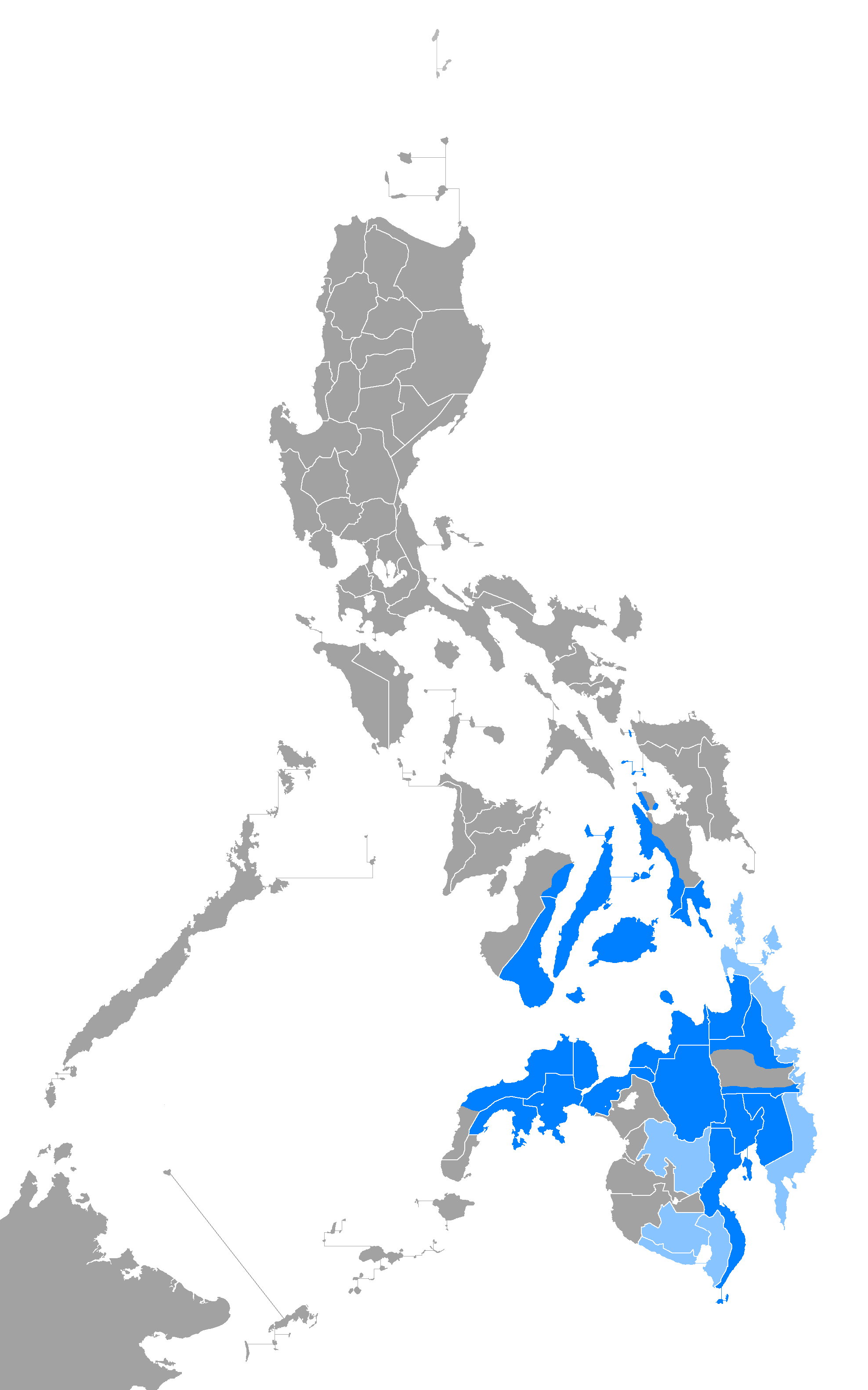
Aires de répartition des locuteurs du cebuano aux Philippines

Le cebuano est parlé en tant que langue maternelle dans les îles Cebu et Bohol, la province de Negros Oriental, en partie dans les îles de Leyte et de Samar et à l’intérieur de l'île Mindanao. Il est aussi parlé dans quelques villes et îles dans le Samar. 
Jusqu’en 1975, le cebuano dépassait le tagalog en nombre de locuteurs. Quelques dialectes du cebuano ont nommé différemment cette langue. Les résidents de Bohol peuvent parler du cebuano sous le terme de Bol-anon tandis que les cebuano-phones de Leyte appelleraient plutôt leur dialecte le kana.
Le cebuano est aussi parlé par des Warays des îles Samar et Leyte déjà citées, des Porohanons (en) à Poro, des Ilonggos à Siquijor, des Eskayas (en) à Bohol, par les indigènes (comme les Atas, les Bagobos (en) et les Butuanons) et par des groupes ethniques étrangers ou philippins (comme les Chinois, les Espagnols et les Coréens) dans le Mindanao en tant que langue secondaire.

## Sonorités
Le cebuano a seize consonnes : p, t, k, ʔ (le coup de glotte), b, d, g, m, n, ng, s, h, w, l, r et y. Il y a trois voyelles : i, a et u/o. Les voyelles u et o sont allophones, mais le u est toujours utilisé en début de syllabe alors que le o est toujours utilisé en fin de syllabe. Mais il y a des exceptions, comme kamatuoran (vérité) et hangtúd (jusqu’à). Quand les Espagnols arrivèrent, le e a été ajouté mais uniquement pour les mots empruntés à des langues étrangères. Les accents servent aussi à caractériser des mots, par exemple dápit signifie « inviter », alors que dapít signifie « proche ». Les consonnes [d] et [ɾ] furent allophones, mais ne peuvent plus être interchangées, ainsi kabunturan (hautes terres) [de buntód, montagne] est correct mais pas kabuntudan, et tagadihá (provenant) [de dihá, là] est correct mais pas tagarihá.

## Grammaire
La structure grammaticale du cebuano est de type « verbe sujet objet ». Il utilise des prépositions plutôt que des postpositions. Les noms viennent après les adjectifs, mais avant les génitifs ou les subordonnées relatives.

### Pronoms
Les noms en cebuano sont déclinés en fonction du genre, du nombre et du cas.
Les quatre cas sont le nominatif, le génitif préposé, le génitif postposé et l’oblique.
|                                  | Nominatif | Génitif postposé | Génitif préposé | Oblique        |
| -------------------------------- | --------- | ---------------- | --------------- | -------------- |
| 1re personne du singulier        | ako, ko   | nako, ko         | akong           | kanako, nako   |
| 2e personne du singulier         | ikaw, ka  | nimo, mo         | imong           | kanimo, nimo   |
| 3e personne du singulier         | siya      | niya             | iyang           | kaniya, niya   |
| 1re personne du pluriel inclusif | kita, ta  | nato             | atong           | kanato, nato   |
| 1re personne du pluriel exclusif | kami, mi  | namo             | among           | kanamo, namo   |
| 2e personne du pluriel           | kamo, mo  | ninyo            | inyong          | kaninyo, ninyo |
| 3e personne du pluriel           | sila      | nila             | ilang           | kanila, nila   |

Le cebuano, comme beaucoup d’autres langues austronésiennes, utilise le « nous » exclusif et inclusif. Cette distinction qui ne se retrouve pas dans la plupart des langues européennes, signale si la personne à qui on s’adresse est incluse ou non dans le « nous ».
Par exemple :
- Moadto kami sa sinehan.
- « Nous (quelqu’un d’autre et moi, mais pas toi) irons au cinéma. »
- Moadto kita sa sinehan.
- « Nous (toi et moi, et peut-être quelqu’un d’autre encore) irons au cinéma. »

## Vocabulaire et mots d’emprunt
Le cebuano utilise depuis longtemps des mots d’origine espagnole, comme krus [cruz] (croix), swerte [suerte] (destin) et brilyante [brillante] (brillant). Il y a aussi environ une centaine de mots empruntés à l’anglais qui sont altérés pour s'adapter à la phonétique du cebuano : brislit [bracelet] (bracelet), hayskul [high school] (lycée), syapin [shopping] (faire les courses), dikstrus [dextrose] (dextrose), sipir [zipper] (fermeture à glissière), bigsyat [big shot] (caïd) ou prayd tsikin [fried chicken] (poulet frit). Il y a aussi des mots venant d’autres langues comme l’arabe salamat (merci) et des mots religieux comme imam et Islam, ainsi que du Sanskrit mahárlika [mahardikka] (noblesse) et karma.

## L’utilisation deasaethain
Asa et hain, qui veulent tous deux dire « où », ont des usages distincts à l’écrit dans le cebuano soutenu.
Asa est utilisé quand on parle d’un endroit :
- Asa ka padulong? (Où allez-vous ?)
- Asa ta molarga? (Vers où partons-nous ?)

Hain est utilisé quand on parle d’une personne ou d’un objet :
- Hain na ang gunting? (Où sont les ciseaux ?)
- Hain na si Arsenia? (Où est Arsénia ?)

Dans la langue moderne, asa est largement utilisé à la place de hain. Il est rare d’entendre quelqu’un dire hain, et en général ce sont de vieux locuteurs de cette langue.

## Wikipédia
En 2018, l'édition de Wikipédia en cebuano est la 2e à compter le plus d'articles (5,38 millions), derrière l'édition en anglais (5,67 millions) et devant celle en suédois (3,7 millions). Les éditions de Wikipédia en cebuano et en suédois doivent principalement leur position aux contributions automatisées d'un bot nommé Lsjbot, géré par un wikipédien suédois dont l'épouse a pour langue maternelle le cebuano, qui crée des ébauches d'articles,. L'édition suédophone a été depuis allégée de millions d'articles dont la qualité était jugée insuffisante.